# Rosales (Córdoba)
Rosales es una localidad situada en el departamento Presidente Roque Sáenz Peña, en la provincia de Córdoba, Argentina.
Se encuentra situada a 380 km de la ciudad de Córdoba y a 24 km de Laboulaye, sobre la Ruta Nacional 7.

## Toponimia
El nombre del pueblo es en homenaje al Coronel de Marina Leonardo Rosales.

## Historia
La localidad fue fundada el 25 de diciembre de 1905.

## Economía
Su principal actividad económica es la agricultura seguida por la ganadería, siendo el principal cultivo de soja. Numerosas inundaciones en los últimos años han afectado gravemente estas actividades.

## Instituciones
Existen en la localidad una escuela primaria, una secundaria, un jardín de infantes, un club, una comisaría, una unidad postal, un dispensario, un centro de jubilados y pensionados, una iglesia católica y una evangélica y un polideportivo.

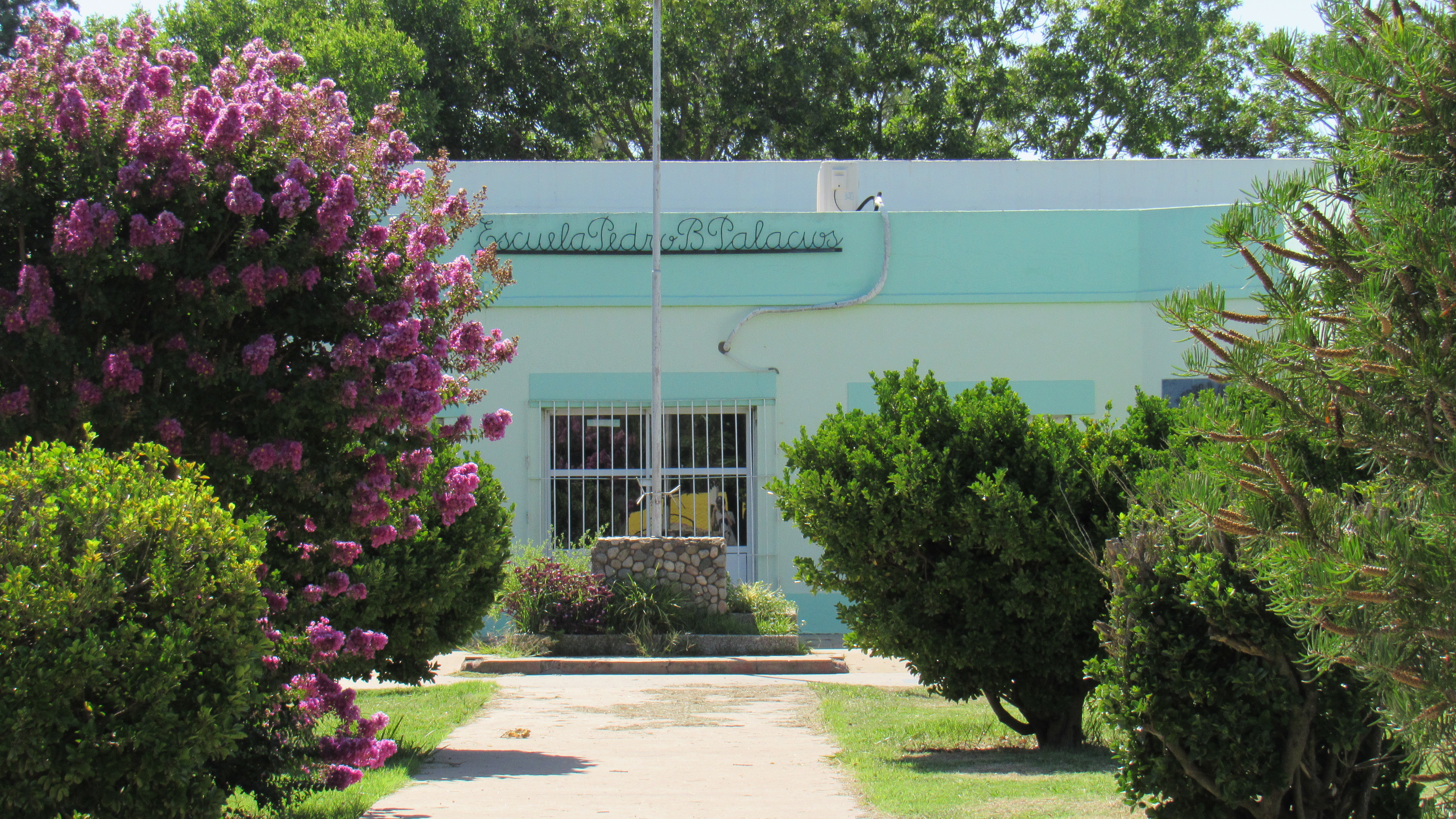
Escuela Primaria
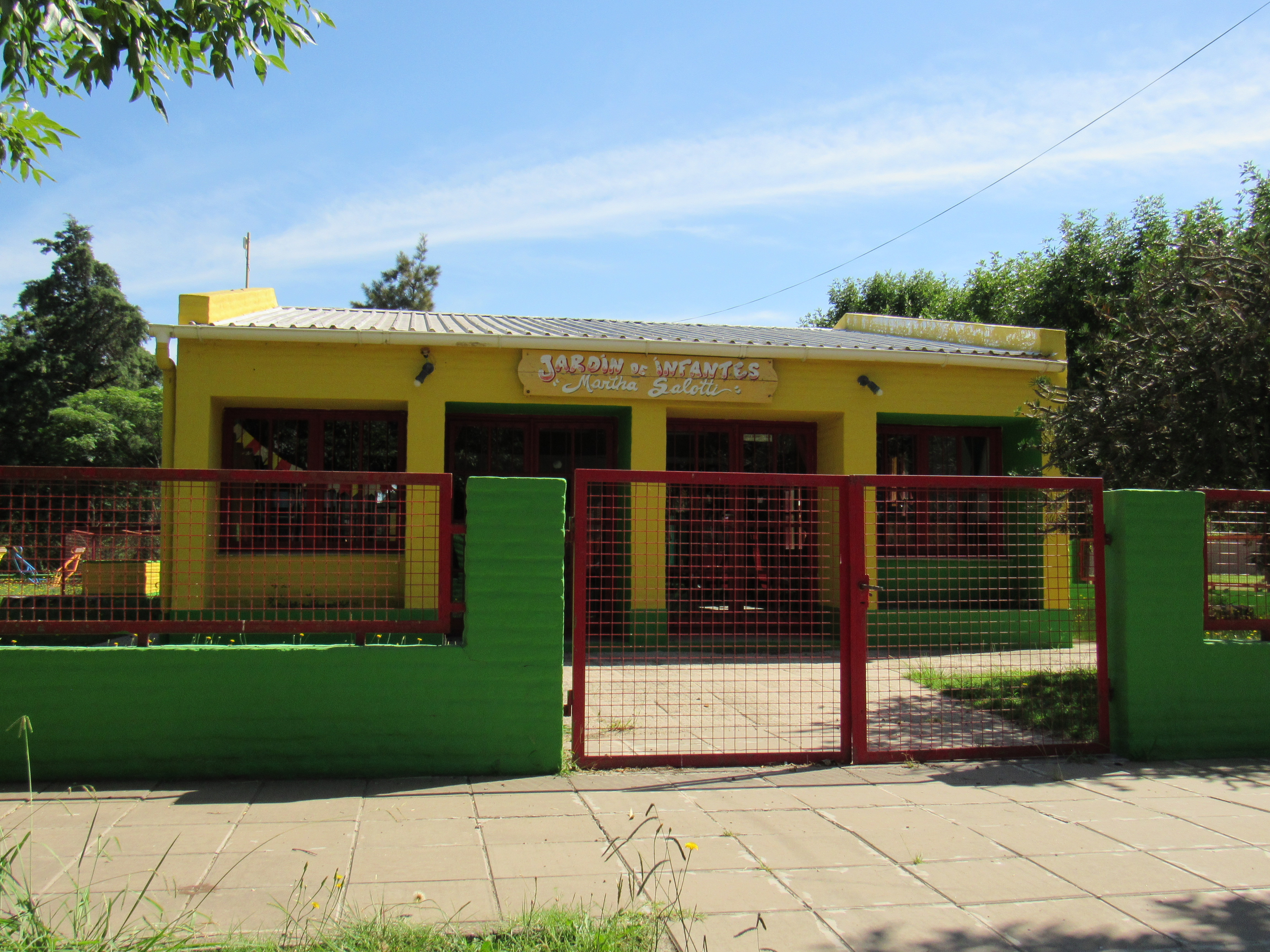
Jardín de infantes
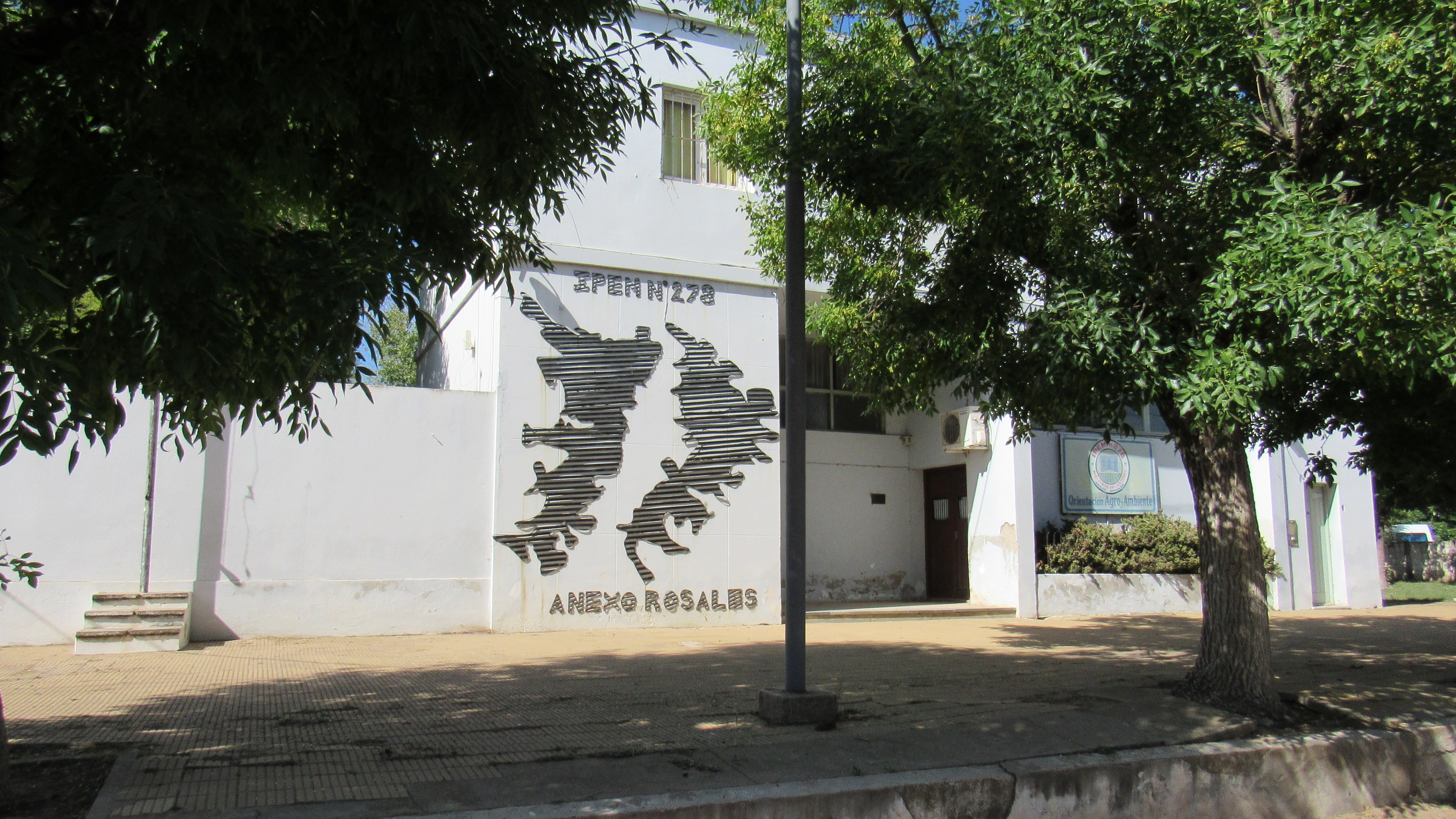
Escuela secundaria

## Espacios verdes
La localidad cuenta con dos espacios de recreación: plaza General San Martín y el parque con juegos infantiles Virginia Pregno. 

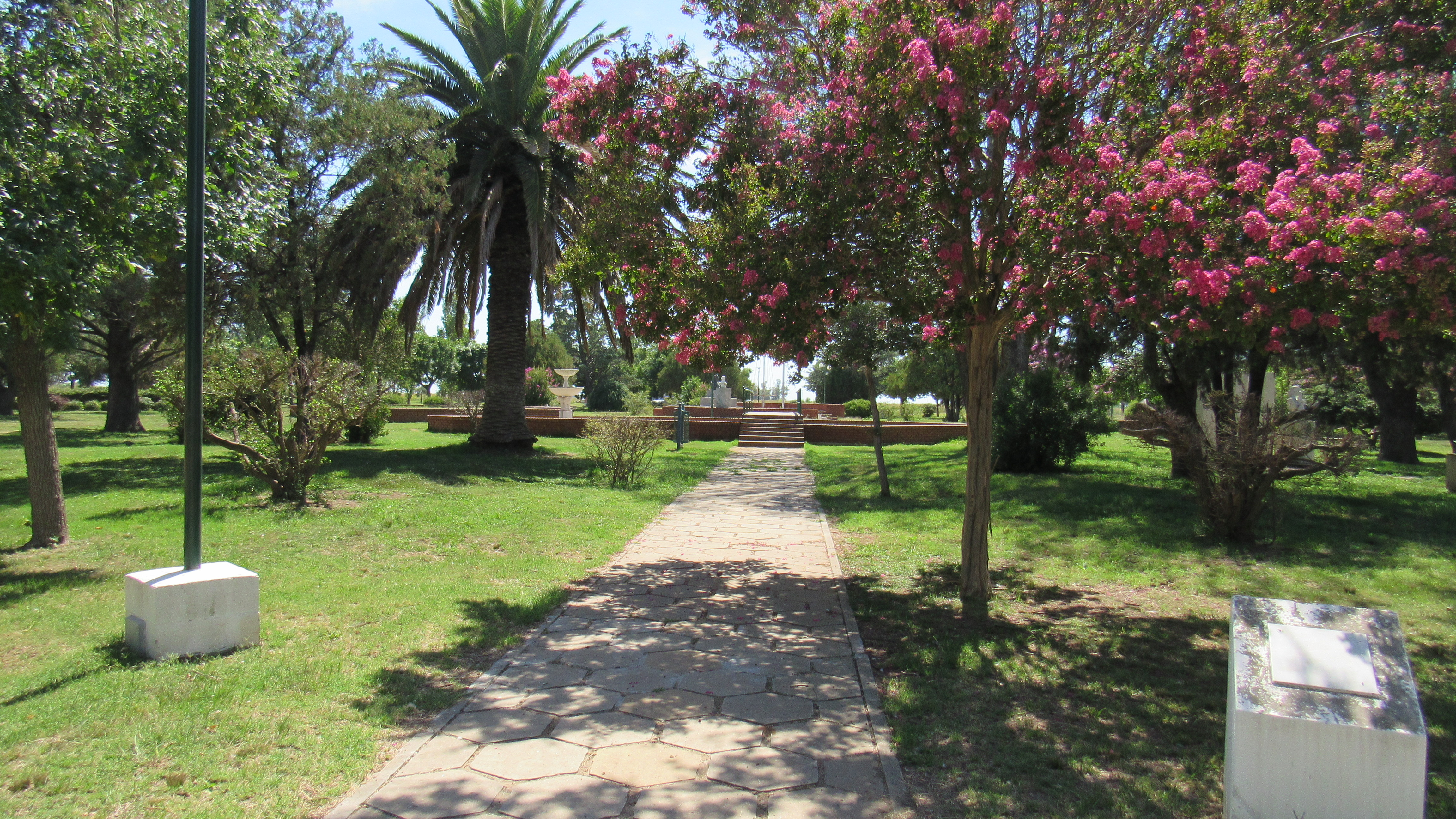
Plaza San Martín
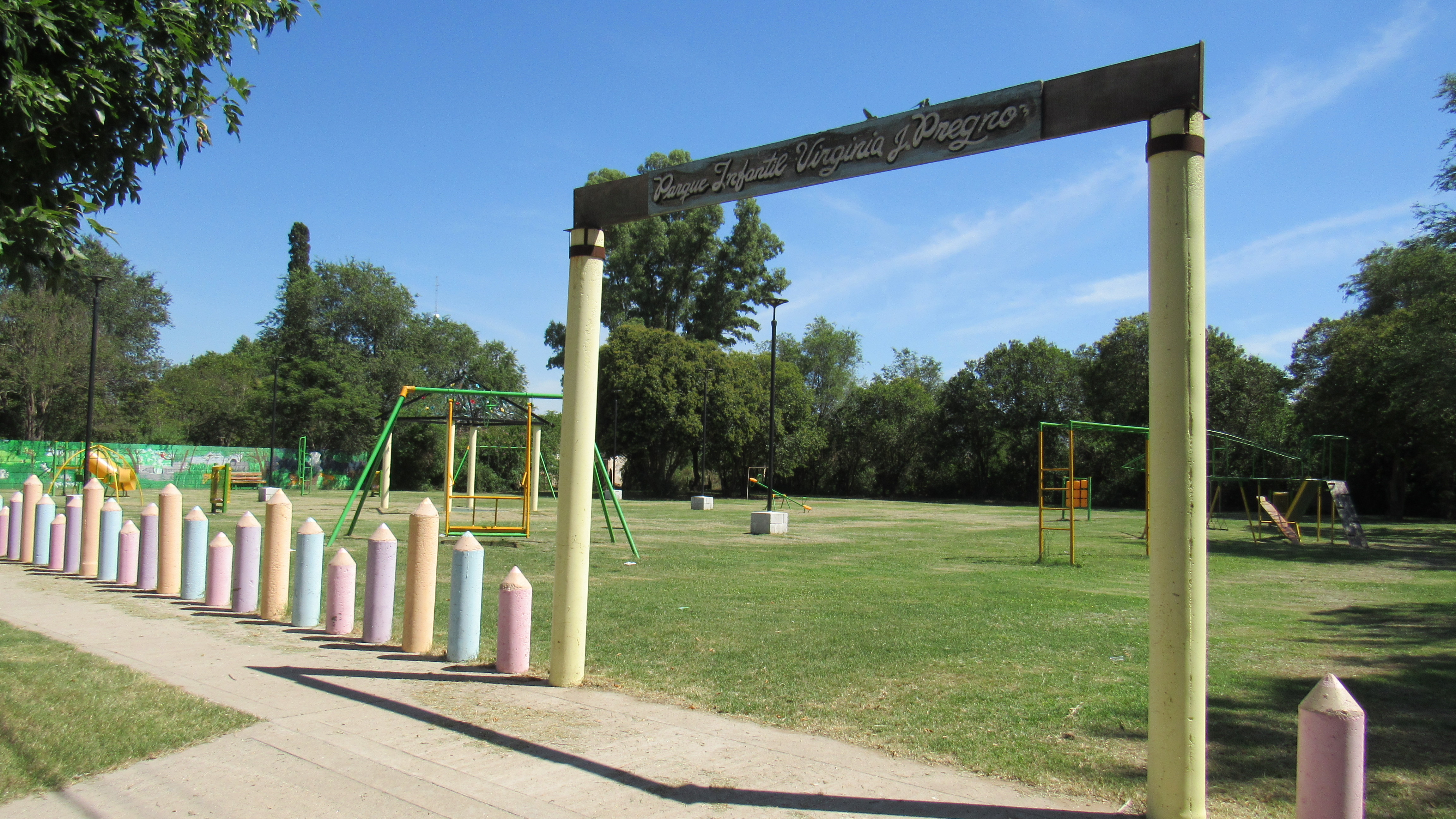
Parque Virginia Pregno
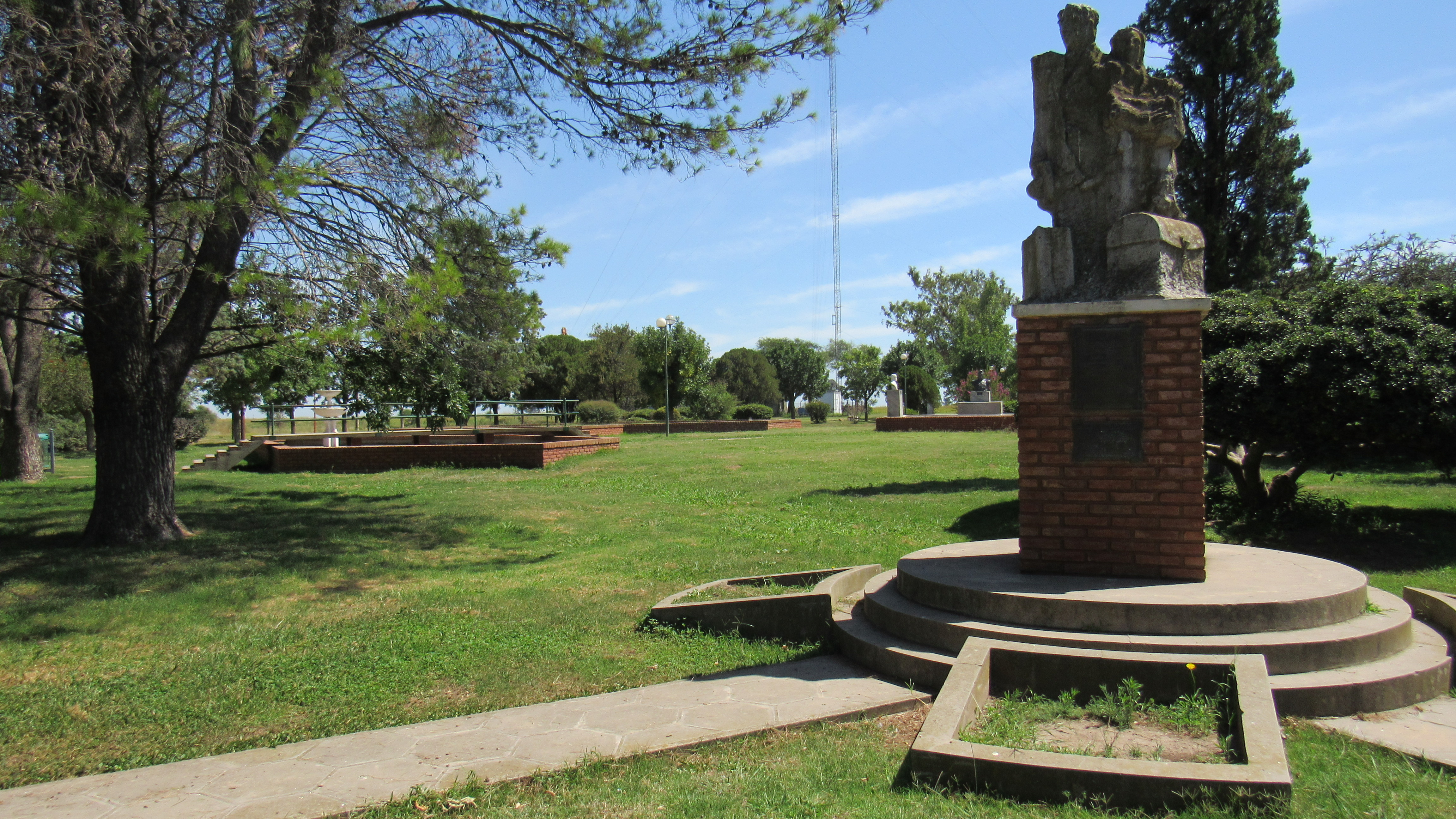
Monumento de los inmigrantes en Plaza San Martín

## Cultura
También cuenta con un centro cultural y una biblioteca donde funcionaba antiguamente la estación ferroviaria.

Las fiestas patronales se celebran el 30 de agosto en honor a Santa Rosa de Lima.

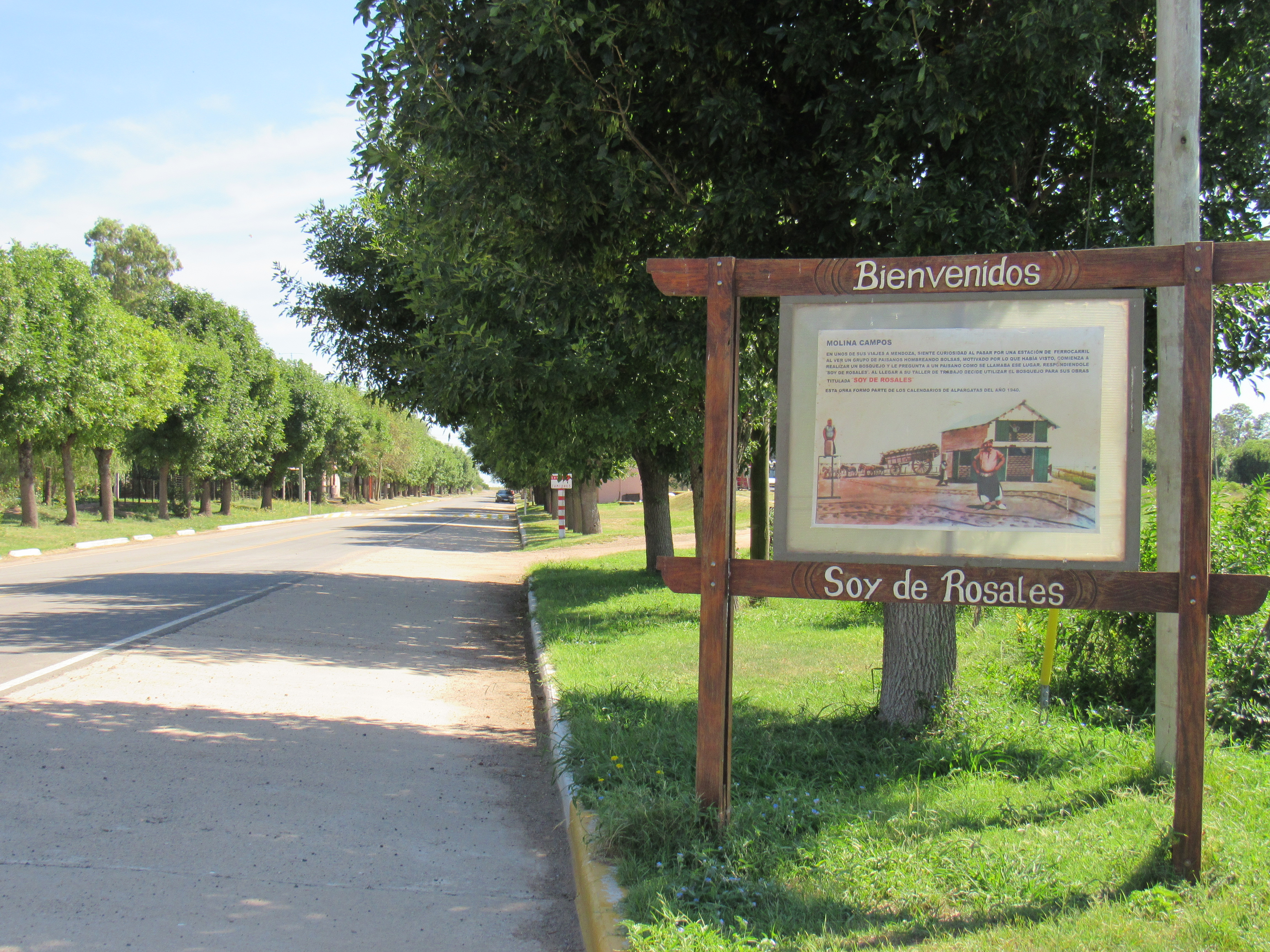
Cartel de Soy de Rosales en el acceso
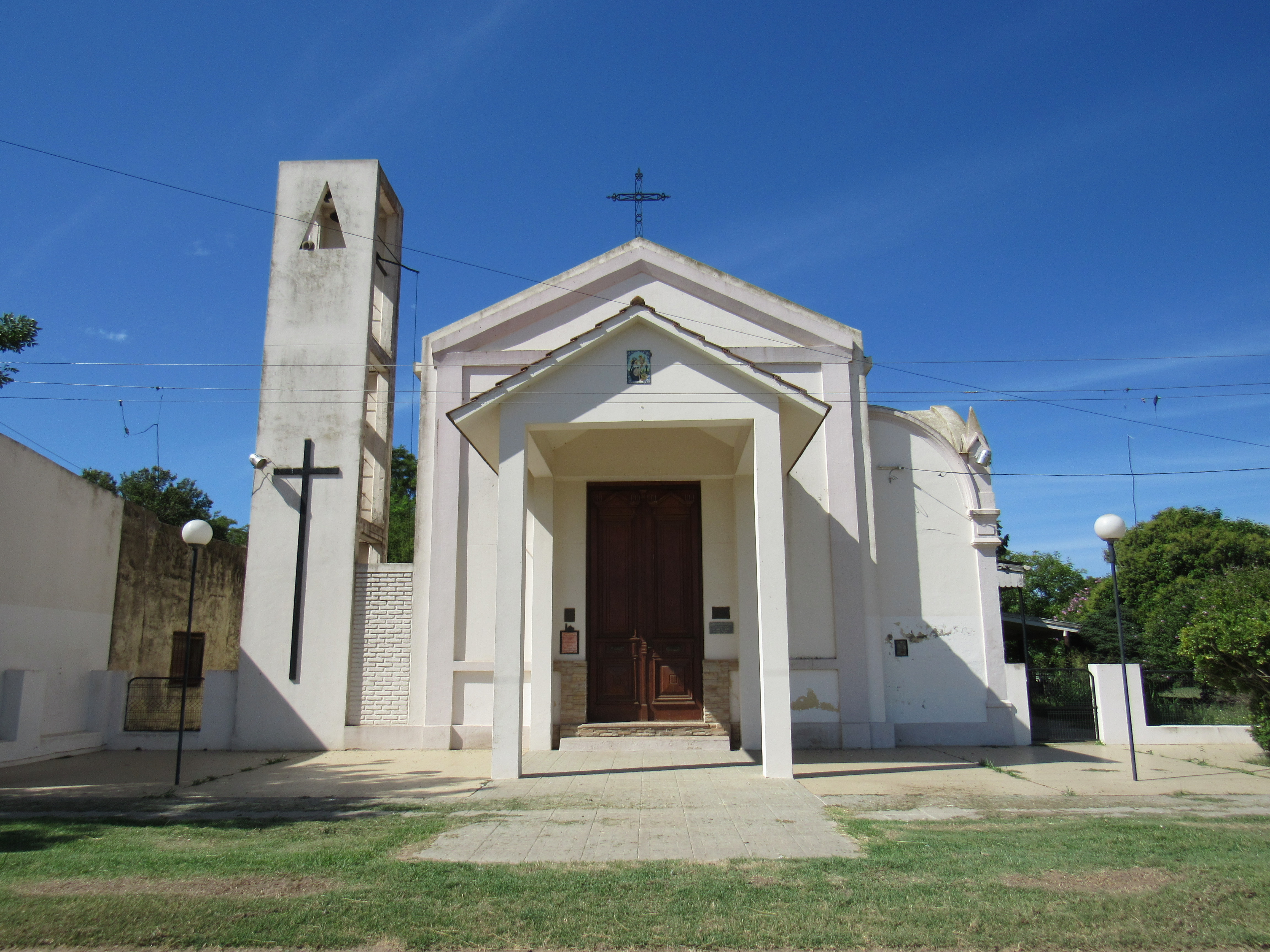
Capilla Santa Rosa de Lima
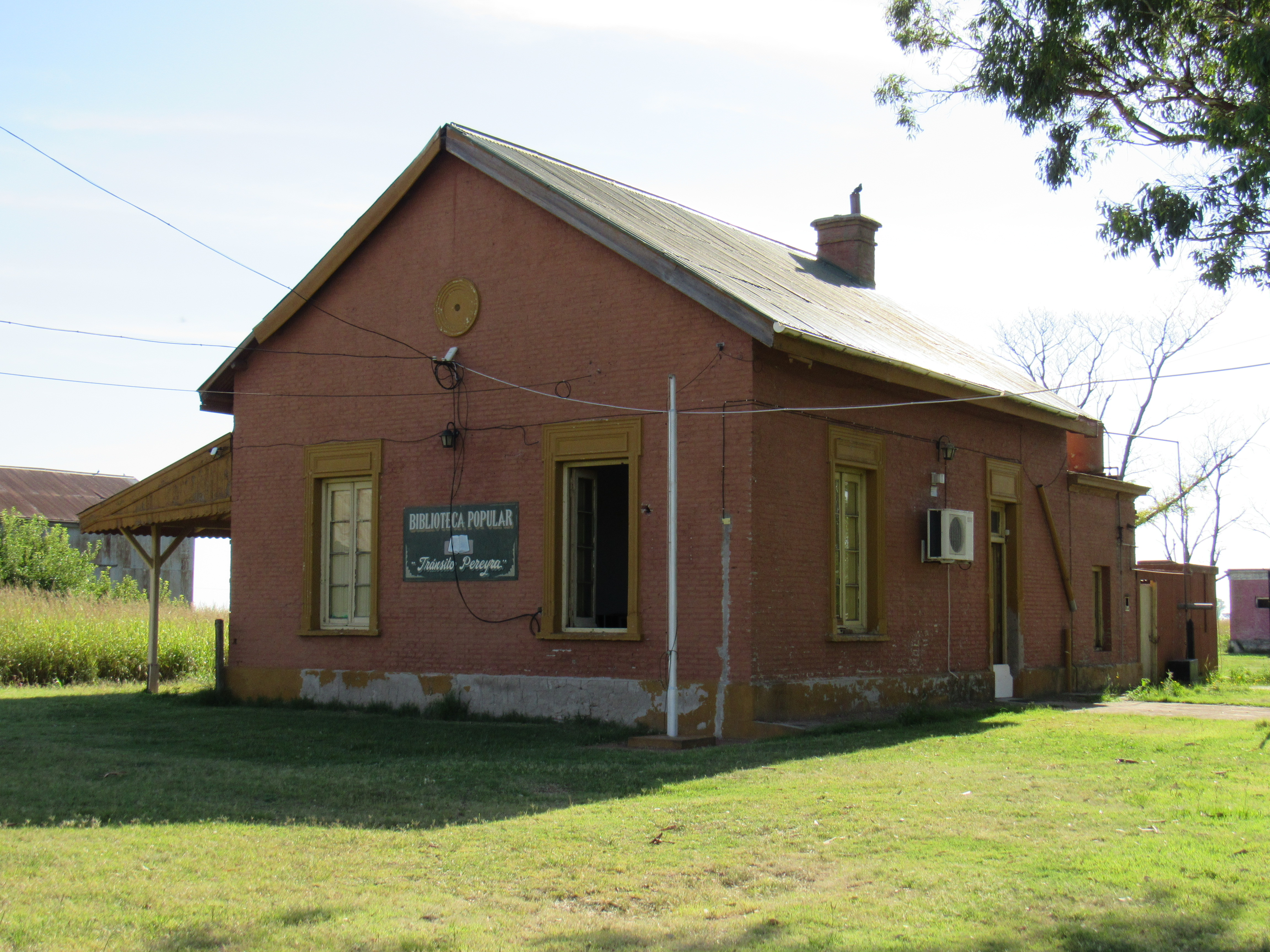
Biblioteca y centro cultural en la antigua estación
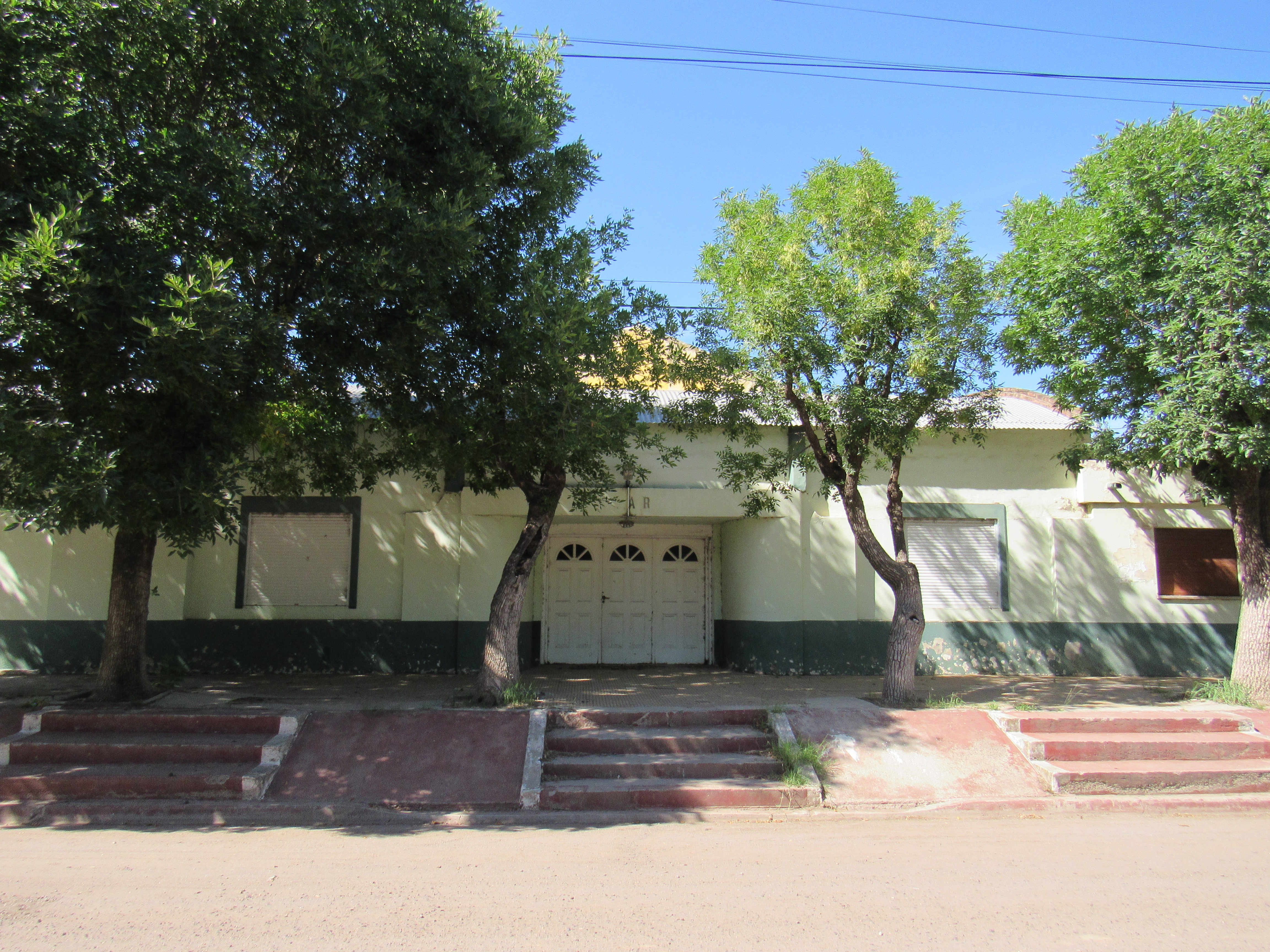
Club Atlético Rosales

## Población
Cuenta con 486 habitantes (Indec, 2022), lo que representa un descenso del 7% frente a los 525 habitantes (Indec, 2010) del censo anterior.
| Gráfica de evolución demográfica de Rosales entre 1991 y 2010 |
|                                                               |
| Fuente: Censos nacionales del INDEC                           |